# Kirstie Alley
Kirstie Louise Alley (Wichita (Kansas), 12 januari 1951 – Clearwater (Florida), 5 december 2022) was een Amerikaans actrice, het best bekend van haar rol in de miniserie North and South, de televisieserie Cheers en de Look Who's Talking-reeks. Ook de serie Veronica's Closet is bekend werk van Alley. Verder was ze te zien in films als: It Takes Two, Deconstructing Harry en Drop Dead Gorgeous.

## Biografie

### Jonge jaren
Kirstie Louise Alley werd op 12 januari 1951 geboren in Wichita, een stad in de Amerikaanse staat Kansas. Ze ging naar de Wichita Southeast High School en werd cheerleader. Vervolgens volgde ze colleges aan de Universiteit van Kansas, maar verliet deze in het tweede jaar om zich op het acteren te richten.
In 1976 werd ze lid van de Scientologykerk. Daar volgde ze het rehabilitatieprogramma Narconon om van haar cocaïneverslaving af te komen.
Alleys eerste tv-optreden was als deelneemster in de spelshows Match Game in 1979 en Password Plus in 1980 waarin ze als beroep binnenhuisarchitect opgaf.
In 1981 kwam haar moeder om het leven bij een auto-ongeluk, veroorzaakt door een dronken automobilist. Alley was van 1970 tot en met 1977 getrouwd met Bob Alley, een verre neef van haar. Op 22 december 1983 trouwde Alley met regisseur Parker Stevenson. Samen met hem adopteerde ze twee kinderen, een zoon en een dochter. In december 1997 scheidde ze van haar tweede echtgenoot.

### Carrière
Alleys eerste rol was als Vulcan Lt. Saavik in de film Star Trek II: The Wrath of Khan uit 1982. Hiervoor werd ze meteen genomineerd voor een Saturn award. Het jaar daarop was ze te zien in de films One More Chance en in de kortlopende televisieserie Masquerade. Ze sloeg de rol van Lt. Saavik in Startrek III: The Search for Spock af omdat de producers niet tegemoet wilden komen aan haar salariseisen, en ze geen stempel als sciencefiction-actrice opgedrukt wilde krijgen. In 1984 was ze nog te zien in een paar (tv-)films waaronder Runaway, waarvoor ze een tweede Saturn award-nominatie kreeg. In 1985 kreeg ze een rol in de veelgeprezen miniserie North and South. Hierin speelde ze de gepassioneerde Virgilia Hazard die zich sterk maakt voor de afschaffing van de slavernij.
In 1987 kwam haar grote doorbraak met haar rol van de neurotische Rebecca Howe in de succesvolle sitcom Cheers.
Hiermee vestigde ze zich definitief als actrice in Hollywood. In 1988 werd ze genomineerd voor een Emmy Award voor haar rol in Cheers. In 1989 speelde ze samen met John Travolta in de film Look Who's Talking. De film was een groot succes en bracht meer dan $100 miljoen in het laatje. Het jaar daarop speelden ze in het vervolg Look Who's Talking Too. In datzelfde jaar werd Alley wederom genomineerd voor een Emmy voor haar rol in Cheers, en daarnaast kreeg ze ook een nominatie voor een Golden Globe. In 1991 was het dan eindelijk raak en werd ze niet alleen genomineerd, ze won zowel een Emmy als een Golden Globe voor de rol van Rebecca Howe. In de twee daaropvolgende jaren werd ze ook weer voor beide prijzen genomineerd. In 1993 viel het doek voor de serie Cheers. Ze speelde vervolgens in Look Who's Talking Now, het laatste vervolg op de succesvolle film Look Who's Talking. In de jaren die volgden speelde ze in wat minder grote films, waaronder It Takes Two, met de Olsen-tweeling en Steve Guttenberg. Ook speelde ze in de televisiefilm David's Mother. Deze werd met drie Emmy's bekroond, waaronder een tweede Emmy voor Alley.
In 1995 kreeg ze een ster op de Hollywood Walk of Fame.
In 1997 startte ze met haar eigen komedieserie Veronica's Closet. Voor de serie kreeg Alley 2 miljoen dollar plus 150.000 dollar per aflevering. De serie werd matig ontvangen maar zorgde wel weer voor onder andere een Emmy- en Golden Globe-nominatie voor Alley. Na drie jaar stopte de serie, de laatste afleveringen werden niet meer uitgezonden.
In 2005 verhaalde Alley haar strijd tegen overgewicht in de komische serie Fat Actress, een strijd die ze overwon.

### Overlijden
Op 5 december 2022 overleed Alley na een kort ziekbed aan de gevolgen van kanker.

## Nominaties en prijzen
| Academy of Science Fiction, Fantasy & Horror Films (Saturn Award) | Academy of Science Fiction, Fantasy & Horror Films (Saturn Award) | Academy of Science Fiction, Fantasy & Horror Films (Saturn Award) |
| ----------------------------------------------------------------- | ----------------------------------------------------------------- | ----------------------------------------------------------------- |
| Jaar                                                              | Titel                                                             | Categorie                                                         |
| 1983                                                              | Startrek: The Wrath of Khan                                       | Beste vrouwelijke bijrol                                          |
| 1985                                                              | Runaway                                                           | Beste vrouwelijke bijrol                                          |

| CableACE Awards | CableACE Awards | CableACE Awards           |
| --------------- | --------------- | ------------------------- |
| Jaar            | Titel           | Categorie                 |
| 1987            | The Hitchhiker  | Actrice in een dramaserie |

| Emmy Awards | Emmy Awards       | Emmy Awards                                            |
| ----------- | ----------------- | ------------------------------------------------------ |
| Jaar        | Titel             | Categorie                                              |
| 1988        | Cheers            | Beste vrouwelijke hoofdrol in een comedyserie          |
| 1990        | Cheers            | Beste vrouwelijke hoofdrol in een comedyserie          |
| 1991        | Cheers            | Beste vrouwelijke hoofdrol in een comedyserie          |
| 1992        | Cheers            | Beste vrouwelijke hoofdrol in een comedyserie          |
| 1993        | Cheers            | Beste vrouwelijke hoofdrol in een comedyserie          |
| 1994        | David's Mother    | Beste vrouwelijke hoofdrol in een miniserie of special |
| 1997        | The Last Don      | Beste vrouwelijke bijrol in een miniserie of special   |
| 1998        | Veronica's Closet | Beste vrouwelijke hoofdrol in een comedyserie          |

| Golden Globes | Golden Globes     | Golden Globes                                         |
| ------------- | ----------------- | ----------------------------------------------------- |
| Jaar          | Titel             | Categorie                                             |
| 1990          | Cheers            | Beste actrice in een televisieserie – komedie/musical |
| 1991          | Cheers            | Beste actrice in een televisieserie – komedie/musical |
| 1992          | Cheers            | Beste actrice in een televisieserie – komedie/musical |
| 1993          | Cheers            | Beste actrice in een televisieserie – komedie/musical |
| 1995          | David's Mother    | Beste actrice in een miniserie of televisiefilm       |
| 1998          | Veronica's Closet | Beste actrice in een televisieserie – Komedie/Musical |

| Kids' Choice Awards (Blimp Award) | Kids' Choice Awards (Blimp Award) | Kids' Choice Awards (Blimp Award) |
| --------------------------------- | --------------------------------- | --------------------------------- |
| Jaar                              | Titel                             | Categorie                         |
| 1996                              | It Takes Two                      | Favoriete filmactrice             |
| 1998                              | Veronica's Closet                 | Favoriete televisieactrice        |

## Filmografie
- Quark (televisieserie 1978) Dienstmeid (Niet op aftiteling) (Afl."The Old and the Beautiful")
- Match Game (televisieserie 1979) - Kirstie Alley  (3 afleveringen)
- Star Trek II: The Wrath of Khan (1982) – Lt. Saavik
- Highway Honeys (televisiefilm, 1983) - Draggin' Lady
- One More Chance (1983) – Sheila
- Masquerade (televisiefilm, 1983) – Casey
- Masquerade (televisieserie 1983 / 1984) – Casey Collins (Afl. onbekend)
- The Love Boat (televisieserie 1983) - Marion Stevens (Afl."The World's Greatest Kisser/Don't Take My Wife” en “Please/The Reluctant Father")
- Champions (1984) – Barbara
- Sins of the Past (televisiefilm, 1984) – Patrice Cantwell
- Blind Date (1984) – Claire Simpson
- Runaway (1984) – Jackie Rogers
- A Bunny's Tale (televisiefilm, 1985) – Gloria Steinem
- North and South (miniserie, 1985 / 1986) – Virgilia Hazard
- The Hitchhiker (televisieserie 1985) – Angelica (Afl. "Out of the Night")
- Prince of Bel Air (televisiefilm, 1986) – Jamie Harrison
- North and South, Book II (miniserie, 1986) – Virgilia Hazard
- Stark: Mirror Image (televisiefilm, 1986) – Maggie Carter
- The Hitchhiker (televisieserie 1987) – Jane L. (Afl. "The Legendary Billy B.")
- Infidelity (televisiefilm, 1987) – Ellie Denato
- Summer School (1987) – Ms. Robin Elizabeth Bishop
- Cheers (televisieserie 1987 - 1993) – Rebecca Howe (147 afleveringen)
- Shoot to Kill (1988) – Sarah Renell
- She's Having a Baby (1988) – Kirstie Alley (Niet op aftiteling)
- Mickey's 60th Birthday (televisiefilm, 1988) – Rebecca Howe
- Loverboy (1989) – Dr. Joyce Palmer
- Look Who's Talking (1989) – Mollie
- Masquerade (televisiefilm, 1990) – Casey Collins
- Madhouse (1990) – Jessie Bannister
- Sibling Rivalry (1990) – Marjorie Turner
- Look Who's Talking Too (1990) – Mollie Ubriacco
- Flesh 'n' Blood (televisieserie 1991) - Starr Baxter (Afl. "Arlo and Starr")
- Saturday Night Live (televisieserie 1991) – Presentatrice (Afl. "Kirstie Alley/Tom Petty")
- Cheers: Last Call! (televisiefilm, 1993) – Rebecca Howe
- Wings (televisieserie 1993) – Rebecca Howe (Afl. "I Love Brian")
- Saturday Night Live (televisieserie 1993) – Presentatrice (Afl. "Kirstie Alley/Lenny Kravitz")
- Look Who's Talking Now (1993) – Mollie Ubriacco
- 3 Chains o' Gold (Video, 1994) – Vanessa Bartholomew
- David's Mother (televisiefilm, 1994) – Sally Goodson
- Village of the Damned (1995) – Dr. Susan Verner
- It Takes Two (1995) – Diane Barrows
- Peter and the Wolf (televisiefilm, 1995) – Annie/Stem van Bird, Duck, Cat
- Sticks & Stones (1996) – Joey's moeder
- Radiant City (televisiefilm, 1996) – Gloria Goodman
- Suddenly (televisiefilm, 1996) – Marty Doyle
- Ink (televisieserie 1997) – Dahlia (Afl. "Breaking the Rules")
- Nevada (1997) – McGill
- The Last Don (miniserie, 1997) – Rose Marie Clericuzio
- Deconstructing Harry (1997) – Joan
- Toothless (televisiefilm, 1997) – Dr. Katherine Lewis
- For Richer or Poorer (1997) – Caroline Sexton
- The Last Don II (miniserie, 1998) – Rose Marie Clericuzio
- The Mao Game (1999) - Diane Highland
- Drop Dead Gorgeous (1999) – Gladys Leeman
- Veronica's Closet (televisieserie 1997 - 2000) – Veronica Chase (63 afleveringen)
- Blonde (televisiefilm, 2001) – Elsie
- Dharma & Greg (televisieserie 2001) – Dr. Trish (Afl. "The End of the Innocence: Part 1")
- Glory Days (televisieserie 2002) – Mike's Agent (Afl. "Unaired Pilot")
- Salem Witch Trails (televisiefilm, 2002) – Ann Putnam
- Profoundly Normal (televisiefilm, 2003) – Donna Lee Shelby Thornton
- Untitled Dan Staley/Rob Long Project (televisiefilm, 2004) – Rol onbekend
- Without a Trace (televisieserie 2004) – Noreen Raab (Afl. "Risen")
- Back by Midnight (2004) – Gloria Beaumont
- Family Sins (televisiefilm, 2004) – Brenda Geck
- While I Was Gone (televisiefilm, 2004) – Jo Beckett
- Fat Actress (televisieserie 2005) – Kirstie Alley (7 afleveringen)
- The King of Queens (televisieserie 2006) – Kirstie Alley (Afl. "Apartment Complex")
- The Minister of Divine (televisiefilm, 2007) – Sydney Hudson
- Write & Wrong (televisiefilm, 2007) – Byrdie Langdon
- The Hills (televisieserie 2008) - Kirstie Alley (Afl."Girls Night Out")
- Kirstie Alley's Big Life (televisieserie 2010) - Kirstie Alley
- Dancing with the Stars (televisieserie 2011 / 2012) - Kirstie Alley (34 afleveringen)
- The Manzanis (televisiefilm, 2012) - Angela
- Baby Sellers (televisiefilm, 2013) - Carla Huxley
- Syrup (2013) – Kirstie Alley
- Kirstie (2013 / 2014)- Maddie Banks
- Hot in Cleveland (2013 / 2014) - Maddie Banks (2 afleveringen)
- The Middle (2015) - Pam Staggs (Afl."Pam Freakin' Staggs")
- Time Crashers (2015) - Kirstie Alley (Seizoen 1)
- Accidental Love (televisiefilm, 2015) – Aunt Rita
- Flaked (televisieserie 2016) - Jackie (Afl. "Palms")
- Scream Queens (televisieserie 2016) - Ingrid Hoffel (Seizoen 2)
- Celebrity Big Brother 22 (televisieserie 2018) - Bewoner (Runner-up)
- The Goldbergs (televisieserie 2019) - Janice Bartlett (Afl. "Food in Geoffy")
- You Can't Take My Daughter (televisiefilm, 2020) - Suzanne
- The Masked Singer (televisieserie 2022) - Baby Mammoth

- Bibsys: 5080950
- Biblioteca Nacional de España: XX1296811
- Bibliothèque nationale de France: cb140066464 (data)
- Gemeinsame Normdatei: 141169583
- International Standard Name Identifier: 0000 0001 1934 0011
- Library of Congress Control Number: no2001090422
- MusicBrainz: 504a0e43-16f1-4485-bbc1-e5384725951c
- Nationale Bibliotheek van Tsjechië: xx0041271
- Nationale Bibliotheek van Israël: 987007446100605171
- Nederlandse Thesaurus van Auteursnamen: 074357824
- Istituto Centrale per il Catalogo Unico: UBOV553278
- Système universitaire de documentation: 136265707
- Virtual International Authority File: 100242468
- WorldCat: E39PCjwGgtfgYtkGRym8jxFcWC